# Aras Ören

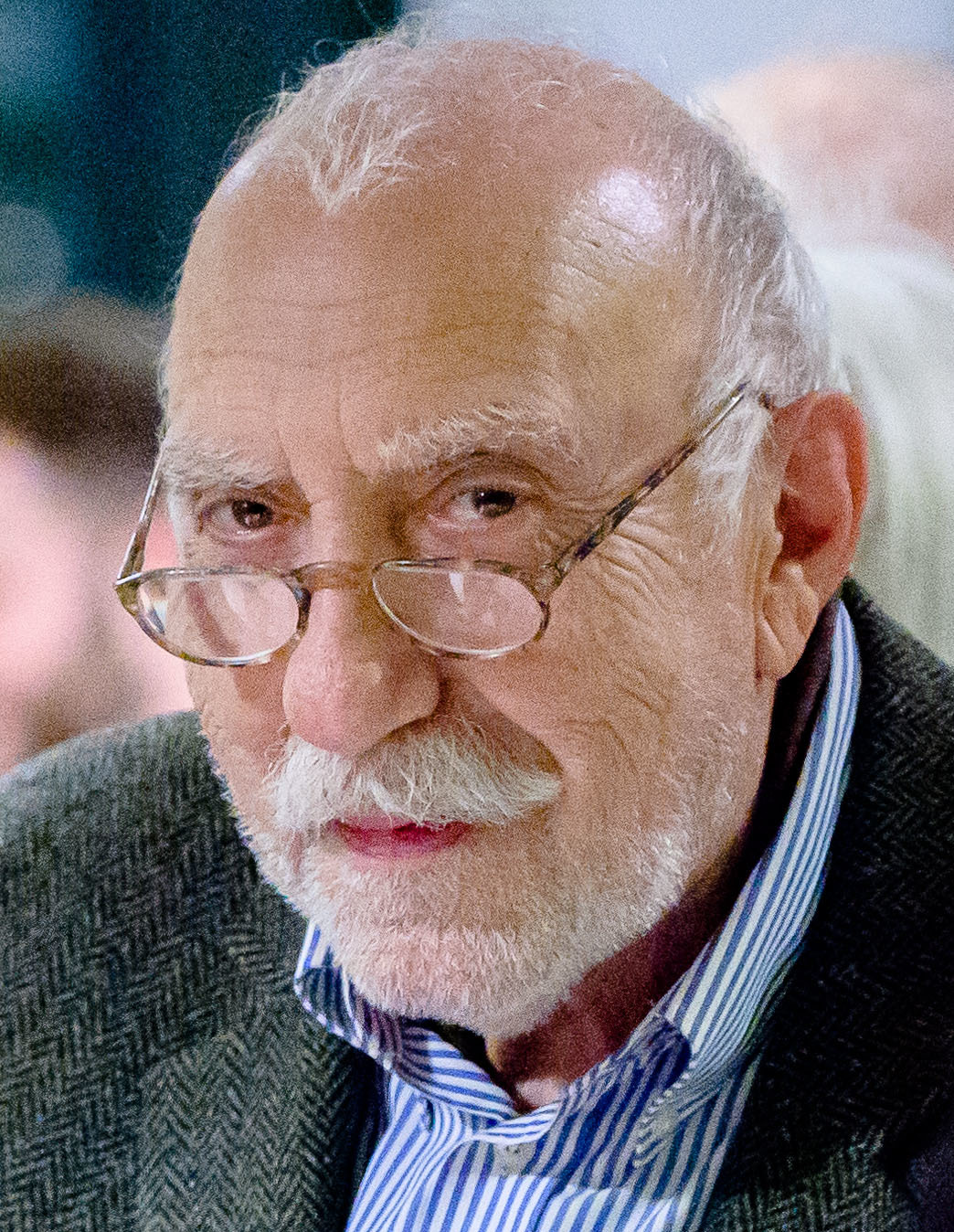
Aras Ören, 2019

Aras Ören (* 1. November 1939 in Istanbul) ist ein in Deutschland lebender türkischstämmiger Schriftsteller, Journalist und Schauspieler.

## Leben
Ören wuchs als Sohn eines Bauingenieurs, dessen Familie aus Kreta stammte, und einer in einer Marineoffiziersfamilie groß gewordenen Mutter im Istanbuler Stadtteil Bebek auf. Er besuchte das amerikanische Robert College und das staatliche Gymnasium in Istanbul, bis er sich entschloss, Schriftsteller und Schauspieler zu werden. In diesen Berufen arbeitete Ören von 1959 bis 1969 in Istanbul, unterbrochen vom Militärdienst 1963–1965 sowie vielen Aufenthalten in Deutschland, die u. a. das Ziel hatten, eine Theatergruppe für Immigranten zu gründen. Nach seinem Umzug nach West-Berlin 1969 schloss er sich der Künstlergruppe „Rote Nelke“ an. 
Ab 1974 arbeitete Ören neben seiner schriftstellerischen Tätigkeit als Redakteur beim Sender Freies Berlin (SFB, heute RBB). Er war Mitgründer der türkischen Redaktion, die er ab 1996 leitete. Im Wintersemester 1999 übernahm er die Poetik-Dozentur an der Universität Tübingen. Er ist Mitglied des PEN-Zentrums Deutschland.
Im Mai 2012 wurde Ören als neues Mitglied in die Akademie der Künste in Berlin berufen, dessen Wahl er annahm. Eine aktive Mitgliedschaft setzt voraus, dass Künstler aktiv an den Aufgaben der Akademie mitwirken, sodass er zukünftig weitere Präsenz in der Akademie zeigen wird. 2014 eröffnete das Archiv der Akademie der Künste ein Aras-Ören-Archiv für eine wissenschaftliche Auswertung des Vorlasses.

## Werk
In seinen literarischen Werken befasst sich Aras Ören immer wieder mit den Themen Fremdheit, Identität, Sprachlosigkeit und der offen bis subtilen Herabsetzung der Frauen in einer männlichen Kultur und deren Möglichkeit des Aufbegehrens. Ören erzählt von Menschen, „die mit nichts anderem als einem Plastikkoffer in der Hand in einem fremden Land ankommen“. Damit wird er zu einem Literaten, dessen Themen die großen Herausforderungen im 20. und 21. Jahrhundert sind: die Völkerwanderungsbewegungen in einer globalen Welt.
Hierzu eine programmatische Aussage des Autors: „Eine Metropole ist kein Völkerkundemuseum.“
Ören schreibt seine Romane und Erzählungen in der Regel in türkischer Sprache, bevor sie zur Veröffentlichung übersetzt werden.
Aras Ören ist einer der bekanntesten türkischstämmigen Schriftsteller in Deutschland. Er ist für sein Schaffen mehrfach mit Preisen ausgezeichnet worden: Theaterpreis, Istanbul (1969), Förderpreis des Bundesverbandes der Deutschen Industrie 1980, Auszeichnung durch die Bayerische Akademie der Schönen Künste 1983 und 1985 mit dem Adelbert-von-Chamisso-Preis. 2023 wurde Ören die Ehrengabe der Deutschen Schillerstiftung zuerkannt.

## Privat
Ören wurde eigentlich am 1. November 1939 geboren, durch einen Behördenfehler wurde aber der 30. November auf seiner Geburtsurkunde vermerkt und dies steht seither – ohne dass Ören das ändern konnte – auf all seinen offiziellen Papieren. Daher hat er nunmehr „zwei“ Geburtstage. Den 1. November feiert er im privaten Kreis, während der 30. November nun sein offizieller Geburtstagstermin ist.
Ören hat aus einer Beziehung mit der Schauspielerin Käte Jaenicke eine Tochter, die 1963 geborene ehemalige Schauspielerin Anja Jaenicke. Aras Ören wohnt in Berlin.

## Schriften
- Terkedilmişlerin Akşamı, 1960, Istanbul.
- Pek Büyük Gözlerim, 1964, Istanbul.
- Was will Niyazi in der Naunynstraße?. 1973, ISBN 3-88022-001-8.
- Der kurze Traum aus Kagithane, 1974, ISBN 3-88022-120-0.
- Deutschland. Ein türkisches Märchen. Gedichte 1978, ISBN 3-546-47265-9.
- Alte Märchen, neu erzählt, 1979, ISBN 3-921889-53-7.
- Die Fremde ist auch ein Haus, 1980, ISBN 3-88022-222-3.
- Kör Oidipus (Blinder Ödipus), Stücke, 1966–1980 Ankara
- Mitten in der Odyssee, 1980, ISBN 3-596-25777-8.
- Bitte nix Polizei. Kriminal Erzählung, 1981, ISBN 3-596-25767-0.
- Der Gastkonsument, 1982, ISBN 3-88022-254-1.
- Manege, 1983, ISBN 3-596-25817-0.
- Ich anders sprechen lernen, 1983, ISBN 3-88940-103-1
- Widersinnige Sinnsprüche, 1984, ISBN 3-922510-24-8.
- Paradies kaputt, 1986, ISBN 3-423-10460-0.
- Eine verspätete Abrechnung oder Der Aufstieg der Gündogdus. Roman, Frankfurt/M. 1988
- Kreuzberg Anlatilari, ISBN 3-928551-04-3
- Zs. mit Peter Schneider: Wie die Spree in den Bosporus fließt, 1991, ISBN 3-928551-01-9.
- Zs. mit Peter Schneider: Leyla und Medjnun. Märchen für Musik (Oper). Musik: Detlev Glanert. UA 1988. Buchausgabe 1992, ISBN 3-928551-06-X.
- Berlin-Savignyplatz, 1995, ISBN 3-88520-565-3.
- Granatapfelblüte, 1998, ISBN 3-88520-683-8.
- Unerwarteter Besuch, 1997, ISBN 3-88520-595-5.
- Sehnsucht nach Hollywood, 1999 ISBN 3-88520-751-6.
- Der Haifisch in meinem Kopf 2000, ISBN 3-934350-14-3.
- Privatexil ein Programm? Drei Vorlesungen Übers. Cem Dalaman. (Tübinger Poetik-Dozentur) Konkursbuchverlag, Tübingen 1999 ISBN 3-88769-711-1 (über deutsches Exil in der Türkei 1933–1945)
- Kopfstand, Übers. Cornelius Bischoff. Verbrecher Verlag, Berlin 2014 ISBN 978-3-95732-015-5. (illustriert von Wolfgang Neumann)
- Wir neuen Europäer. Ein Lesebuch. Verbrecher Verlag, Berlin 2017 ISBN 978-3-95732-191-6. (illustriert von Wolfgang Neumann)
- Berliner Trilogie (beinhaltet: Was will Niyazi in der Naunynstraße, Der kurze Traum aus Kagithane, Die Fremde ist auch ein Haus sowie ein aktuelles Vorwort des Autors zur erstmaligen Sammlung der Trilogie) Verbrecher Verlag, Berlin 2019, ISBN 978-3-95732-400-9.